# Eurylepta aurantiaca
Eurylepta aurantiaca är en plattmaskart. Eurylepta aurantiaca ingår i släktet Eurylepta och familjen Euryleptidae. Inga underarter finns listade i Catalogue of Life.